# Gruszów (gmina)
Gruszów (od 1973 Nowe Brzesko) – dawna gmina wiejska istniejąca do 1954 roku w woj. kieleckim i woj. krakowskim. Nazwa gminy pochodzi od wsi Gruszów, lecz siedzibą władz gminy było Nowe Brzesko. 
Za Królestwa Polskiego gmina leżała w powiecie miechowskim w guberni kieleckiej. 1 stycznia?/13 stycznia 1870 do gminy przyłączono pozbawione praw miejskich Brzesko Nowe.
W okresie międzywojennym gmina Gruszów należała do powiatu miechowskiego w woj. kieleckim. Po wojnie gmina przez bardzo krótki czas zachowała przynależność administracyjną, lecz już 1 kwietnia 1945 roku została wraz z całym powiatem miechowskim przyłączona do woj. krakowskiego. 1 lipca 1952 roku gmina składała się z 8 gromad: Brzesko Nowe, Gruszów, Hebdów, Kuchary, Majkowice, Pławowice, Sierosławice i Śmiłowice.
Jednostka została zniesiona 29 września 1954 roku wraz z reformą wprowadzającą gromady w miejsce gmin. Po reaktywowaniu gmin 1 stycznia 1973 roku gminy Gruszów nie przywrócono, utworzono natomiast jej terytorialny odpowiednik, gminę Nowe Brzesko w powiecie proszowickim.